# Riccarda Casadei
Riccarda Casadei (Gatteo, 5 agosto 1941) è un'editrice musicale italiana.

## Biografia
Figlia di Secondo Casadei, è titolare e legale rappresentante delle Edizioni Musicali Casadei Sonora, con sede in Savignano sul Rubicone (Fc), che si occupano della difesa e divulgazione della musica da ballo romagnola, principalmente quella lasciatale dal padre Secondo Casadei, è stata a capo della segreteria ed ufficio stampa dell'orchestra Casadei fino al 1989.Ha curato la pubblicazione e la distribuzione gratuita del periodico Romagna Mia che con le sue 100.000 copie ha raggiunto radio, tv, balere, scuole di ballo ed appassionati della musica romagnola.
Nel 2006 è la voce narrante del documentario L'uomo che sconfisse il boogie di Davide Cocchi, che racconta la vita del padre Secondo e la storia dell'omonima orchestra. Assieme all'aiuto delle orchestre romagnole, dei gruppi di ballo, e di tanti artisti legati al genere "romagnolo", continua ad operare per portare avanti questo importante aspetto della cultura popolare della Romagna, per cercare di trasmetterlo alle nuove generazioni. 
È membro dell'ente culturale e letterario Rubiconia Accademia Filopatridi e del Tribunato di Romagna. È socia della Società del Passatore ed è stata socia del Soroptimist Club di Rimini. È stata presidente dell'Ics, Istituto Cultura di Savignano sul Rubicone.

## Onorificenze
- Nel 2000 riceve il segno di riconoscimento Profilo Donna per il talento, l'impegno e la professionalità dimostrata nel lavoro.[5],
- nel 2011 ha ricevuto il premio Fidapa[6].
- nel 2020 ha ricevuto il premio Rosa d'Oro della Milanesiana in nome del padre Secondo Casadei